# 荒魂・和魂
荒魂（あらたま、あらみたま）・和魂（にきたま、にぎたま、にきみたま、にぎみたま）とは、神道における概念で、神の霊魂が持つ2つの側面のことである。

## 概要
荒魂は神の荒々しい側面、荒ぶる魂である。勇猛果断、義侠強忍等に関する妙用とされる一方、崇神天皇の御代には大物主神の荒魂が災いを引き起こし、疫病によって多数の死者を出している。これに対し、和魂は神の優しく平和的な側面であり、仁愛、謙遜等の妙用とされている。
荒魂と和魂は、同一の神であっても別の神に見えるほどの強い個性の表れであり、実際別の神名が与えられたり、皇大神宮の正宮と荒祭宮、豊受大神宮の多賀宮といったように、別に祀られていたりすることもある。人々は荒魂と和魂を支えるために、神に供物を捧げ、儀式や祭を執り行ってきた。この神の御魂の二面性が、神道の信仰の源となっている。また、荒魂はその荒々しさから新しい事象や物体を生み出すエネルギーを内包している魂とされ、同音異義語である新魂（あらたま、あらみたま）とも通じるとされている。
和魂はさらに幸魂（さきたま、さきみたま、さちみたま）と奇魂（くしたま、くしみたま）に分けられる（しかしこの四つは並列の存在であるといわれる）。幸魂は運によって人に幸を与える働き、収穫をもたらす働きである。奇魂は奇跡によって直接人に幸を与える働きであり、知識才略、学問、技術を表す。幸魂は「豊」、奇魂は「櫛」と表され、神名や神社名に用いられる。

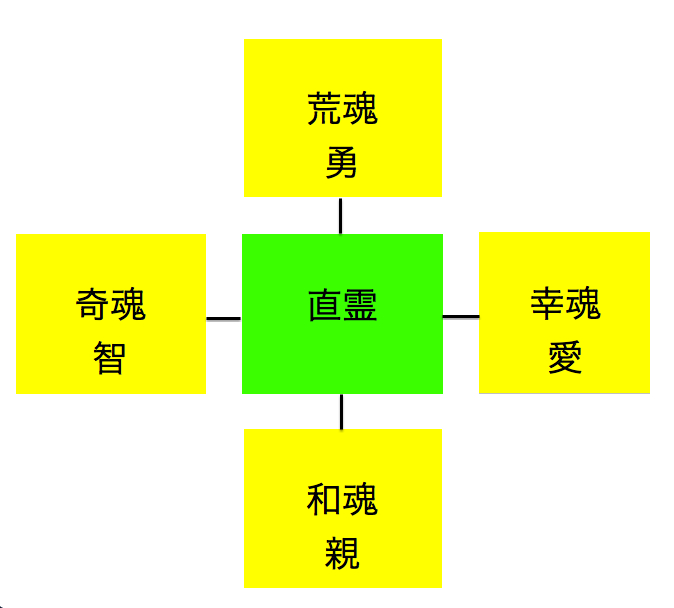
一霊四魂説の概念図。荒魂・和魂・幸魂・奇魂が並列的に存在し、それらを直霊という一つの霊がコントロールしているとする。

幕末に、平田篤胤の弟子の本田親徳によって成立した本田霊学の特殊な霊魂観として、人の魂は天と繋がる一霊「直霊」（なおひ）と4つの魂（荒魂・和魂・幸魂・奇魂）から成り立つという一霊四魂説が唱えられるようになるが、明治以前の文献には一切登場せず、日本古来の霊魂観ではない。ただし、四魂はそれぞれ記紀に登場し、本居宣長は『直霊』の著作があり、体系化がそうであるというのがより正しい。

## 備考
- 和魂は「親魄」とも表記される例があり、『万葉集』巻第三・417番には、「大王（おおきみ）の 親魄（にきたま）あへや 豊国の 鏡山（かがみのやま）を 宮と定むる」と歌が記される。